# Stal Ałczewsk
Stal Ałczewsk (niepoprawnie: Stal Alczewsk, ukr. Футбольний клуб «Сталь» Алчевськ, Futbolnyj Kłub „Stal” Ałczewśk) – ukraiński klub piłkarski z siedzibą w Ałczewsku obok Ługańska, przy granicy z Rosją, w Zagłębiu Donieckim. Założony w roku 1983 jako Budiwelnyk.
Występuje w rozgrywkach ukraińskiej Pierwszej Lihi.

## Historia
Chronologia nazw:
- 1936–195?: Stal Woroszyłowsk (ukr. «Сталь» Ворошиловськ)
- 1983–1989: Budiwelnyk Komunarsk (ukr. «Будівельник» Комунарськ)
- 1989–1992: Stal Komunarsk (ukr. «Сталь» Комунарськ)
- 1992–2014: Stal Ałczewsk (ukr. «Сталь» Алчевськ)

Pierwszy zespół piłkarski w Ałczewsku (od 1931 do 1961 nazywał się Woroszyłowsk (ukr. Ворошиловськ), później do 1992 Komunarsk (ukr. Комунарськ) założono w 1936 roku. Stal Woroszyłowsk występował w rozgrywkach Pucharu ZSRR w 1938 roku. W latach 1963–1988 miasto reprezentowała drużyna Komunarec Komunarsk. Często historię tego klubu łączą ze Stal Ałczewsk.
Piłkarski klub Budiwelnyk Kommunarsk (ros. Stroitiel) został założony w 1983 roku, a jego patronem była federacja radzieckich budowlańców. Od początku z drużyną związany jest jej założyciel i legendarny trener Anatolij Wołobujew. Bezpośrednio po powstaniu drużyna grała w rozgrywkach miejskich i lokalnych w obwodzie ługańskim. Po dobrych występach klub zakwalifikował się do amatorskich mistrzostw obwodu. W sezonie 1988 został mistrzem obwodu, co pozwoliło mu reprezentować obwód ługański w amatorskich mistrzostwach Ukraińskiej SRR. Wiosną 1989 klub zdobył Puchar Obwodu i zajął trzecie miejsce w amatorskich mistrzostwach republiki.
Jesienią 1989 roku klub zmienił nazwę na Stal Kommunarsk, gdyż kontrolę nad nim przejął miejscowy kombinat metalurgiczny. Klub przekształcił się w drużynę półzawodową i rozpoczął swoje uczestnictwo w ligach ZSRR, a później niepodległej Ukrainy.
W 1992 roku już jako Stal Ałczewsk, w rundzie wiosennej traktowanej jako jeden sezon, zajął 9 miejsce w Perszej Lidze (na 14 zespołów). W kolejnym sezonie 1992/93 jest to miejsce 10 (na 22 zespoły), jednak od roku 1994 Stal Ałczewsk zalicza się do ligowej czołówki. Potwierdzeniem jest czwarte miejsce podopiecznych Anatolija Wołobujewa w Pierwszej Lidze na 20 zespołów. W kolejnym tłustym sezonie 1995/96 drużyna była trzecia. W 1996/97 – miejsce szóste (na 24), w 1997/98 – czwarte (na 22) i awans do 1/16 Pucharu Ukrainy, gdzie Stal Ałczewsk okazała się minimalnie gorsza od Metałurha Zaporoże ulegając w dwumeczu 0:1 (0:0 i 0:1). W 1998/99 roku drużyna zajmuje dopiero 9 miejsce w Pierwszej Lidze (na 20 zespołów) i przegrywa batalię o 1/8 finału pucharu z Metałurhiem Mariupol.
Sezon 1999/00 przynosi największy sukces w dziejach klubu, drugie miejsce na finiszu rozgrywek (w gronie 18 drużyn), co prawda awansu nie daje, jednak fakt, że pierwsze były rezerwy Dynama-2 Kijów sprawia, że klub po raz pierwszy w historii awansuje do Wyższej Lihi. W pucharze ponosi porażkę już w drugiej rundzie z CSKA Kijów, zaś rezerwy Stal-2 Ałczewsk po raz pierwszy awansują do Drugiej Lihi (grupa wschodnia, C). Pierwszy sezon w ekstraklasie nie spełnił jednak oczekiwanych nadziei. Debiut drużyna przegrała u siebie 1:2 z CSKA Kijów 12 lipca 2000 roku. Cały sezon zakończyła na przedostatnim, 13 miejscu, wyprzedając jedynie Nywę Tarnopol i spadła z ligi. W Pucharze Ukrainy przyszło Stali zaznać gorycz porażki w drugiej rundzie, kiedy lepszy okazał się trzecioligowy Sokił Złoczów.
W kolejnym sezonie spadkowicz zajmuje 6 miejsce (na 18) w Pierwszej Lidze i dochodzi do 1/8 finału krajowego pucharu, gdzie ulega Dynamu Kijów 0:2. Drużyna rezerw Stal-2 Alczewsk spada z Drugiej Lihi. W sezonie 2003/2004 Stal zajmuje 5 miejsce (na 18) w rozgrywkach Pierwszej Lihi i dochodzi do ćwierćfinału Pucharu Ukrainy, gdzie odpada po dwumeczu z Szachtarem Donieck (0:0 i 1:3).
Sezon 2004/05 to kolejny triumf drużyny z Ałczewska. Po raz pierwszy w historii drużyna wygrywa rozgrywki Pierwszej Lihi i z 77 punktami wyprzedza Arsenał Charków. Drugi w historii awans stał się faktem. W Pucharze Ukrainy drużyna odpada w trzeciej rundzie po porażce 1:2 z FK Dnipro. Pierwszy mecz w sezonie 2005/06 Stal przegrywa z kretesem w Doniecku z Metałurhiem 0:5. Na pierwsze punkty musiała czekać dopiero do czwartej kolejki i remisu 2:2 z Wołyniem Łuck, zaś w kolejnej wygrała 1:0 w Dniepropietrowsku, przy pustych trybunach zamkniętego dla kibiców stadionu FK Dnipro. Po sezonie 2006/07 klub znowu spada do Pierwszej Lihi. W związku z ciężką sytuacją finansową oraz niemożliwość przyjmowania meczów u siebie przez wojnę na Donbasie klub 3 lutego 2015 ogłosił o zawieszeniu występów w mistrzostwach Ukrainy.

## Sukcesy
- 11 miejsce w Wyższej Lidze (1 x):

2005/06

## Trenerzy od lat 60.
...
- 1962–1963:  Jewhen Piestow
- 1964:  Ołeksandr Hułewski
- 1965:  Wasilij Wasiljew

...
- 1968–1970:  Jewhen Piestow

...
- 1989–08.1998: / Anatolij Wołobujew
- 08.1998–11.1998:  Wadym Matwijenko (p.o.)
- 01.1999–06.2001:  Anatolij Wołobujew
- 08.2001–10.2001:  Anatolij Końkow
- 10.2001–05.2006:  Anatolij Wołobujew
- 05.2006–06.2006:  Mykoła Pawłow
- 07.2006–06.2007:  Ton Caanen
- 06.2007–01.2008:  Hennadij Batkajew
- 01.2008–09.2008:  Oleg Smolaninow
- 09.2008–0?.2009:  Wadym Płotnykow (p.o.)
- 0?.2009–05.11.2009:  Wadym Płotnykow
- 05.11.2009–13.06.2013:  Anatolij Wołobujew
- 20.06.2013–...:  Wadym Płotnykow

## Inne
- Komunareć Komunarsk